# Hans Majestæt Kong Christian X' 25 aars Regerings-Jubilæum
Hans Majestæt Kong Christian X' 25 aars Regerings-Jubilæum er en dansk dokumentarisk optagelse fra 1937.

## Handling
København udsmykket med flag og kongesymboler. Mange mennesker forsamlet på Amalienborg Slotsplads fra tidlig morgen. Kong Christian X på sin daglige morgenridetur. Studentersangerne bringer en morgenhilsen til kong Christian og dronning Alexandrine i slotshaven til Amalienborg, kongeparrets hunde ses i baggrunden, gruppebillede af kongeparret og sangerne på trappen. Garden trækker op på Amalienborg, fanemarch og store menneskemasser hylder kongen, dronningen, prins Knud, prinsesse Caroline Mathilde, lille prinsesse Elisabeth, den svenske kong Gustav V og den norske kong Håkon VII. Kongen og dronningen i åben karet med 4 heste for, eskorteret af gardehusarer gennem København, kort ophold ved Universitetet, til Domkirken, hvor kronprins Frederik og kronprinsesse Ingrid også ses stige ned af karet. Efter Gudstjenesten, (som man ikke ser), stiger de kongelige til vogns, kronprins Frederik, kronprinsesse Ingrid, prins Knud og prinsesse Caroline Mathilde ses i karet bag kongeparret, kører tilbage til Amalienborg. Senere køres igen i to kareter, en med kongen og dronningen, en med kronprins Frederik, kronprinsesse Ingrid, prins Knud og prinsesse Caroline Mathilde til Rigsdagen, hvor der er opt. indenfor, Folketingets formand Hans Rasmussen taler og kongen svarer (stumfilm). Redaktør C.Th. Zahle, Halfdan Hendriksen og kapelmester Johan Hye-Knudsen ses. Guldæbler springer i Caritas Springvandet på Nytorv. Dagen slutter med studenternes fakkeltog og festfyrværkeri.
2. Pinsedag 19370517 ses kongeparret på Amalienborgs balkon, i karet og på Rådhusets balkon.